# Eublemma eburnea
Eublemma eburnea is een vlinder uit de familie van de spinneruilen (Erebidae). De wetenschappelijke naam van deze soort is voor het eerst voorgesteld als Thalpochares eburnea door Emilio Turati in een publicatie uit 1927.
De soort komt voor in Libië.